# Véronique Robert
Véronique Robert (Morges, 19 de julio de 1962 – París, 24 de junio de 2017) fue un periodista y corresponsal de guerra francosuiza, que murió en el Hôpital d'instruction des armées Percy de París del 24 de junio de 2017 a los 54 años, a causa de las heridas causadas por una explosión en Mosul, Irak, cinco días antes.
En 2007, uno de sus hijos fue raptado en Dubái, lo que la llevó a lanzar una campaña contra las autoridades.
Robert resultó herida en la explosión de una mina que mató al periodista irakí Bakhtiyar Haddad y al periodista francés Stéphan Villeneuve e hirió gravemente a Samuel Foley, que trabajaba para Le Figaro. Robert y Villeneuve trabajaban para France Télévisions para el programa Envoyé spécial.
El 29 de junio de 2017, se anunció que Robert recibiría a título póstumo la Medalla de Caballero de la Legión de Honor.